# Phalacrotophora netropica
Phalacrotophora netropica är en tvåvingeart som beskrevs av Borgmeier 1971. Phalacrotophora netropica ingår i släktet Phalacrotophora och familjen puckelflugor. Inga underarter finns listade i Catalogue of Life.